# Antona indecisa
Antona indecisa är en fjärilsart som beskrevs av Butler 1877. Antona indecisa ingår i släktet Antona och familjen björnspinnare. Inga underarter finns listade i Catalogue of Life.